# خوان لوبيز (لاعب كرة قاعدة)
خوان لوبيز (بالإنجليزية: Juan López)‏ هو مدرب كرة القاعدة ‏ أمريكي، ولد في 12 نوفمبر 1962 في Toa Alta, Puerto Rico ‏ في الولايات المتحدة.